# کوزو آرای
کوزو آرای (به انگلیسی: Kozo Arai) بازیکن فوتبال اهل ژاپن و عضو تیم ملی فوتبال ژاپن است که در تاریخ ۱۰ دسامبر ۱۹۷۰ میلادی اولین بازی ملی‌اش را انجام داد. او در ۴۷ بازی ملی حضور داشت و آخرین بازی ملی خود را در تاریخ ۱۵ ژوئن ۱۹۷۷ میلادی انجام داد. کوزو آرای در بازی‌های ملی‌اش
۴ گل به ثمر رساند.